# Zwemmen op de Olympische Zomerspelen 1972
Het olympisch zwemtoernooi bij de Spelen van München (1972) groeide uit tot hét toernooi van Mark Spitz. De Amerikaan won zeven gouden medailles (vier individuele, drie in estafetteverband), en alle in wereldrecordtijd, dit record werd in 2008 door Michael Phelps verbroken. Het maakte hem op slag tot een levende legende. Shane Gould uit Australië won vijf medailles: drie gouden, één zilveren en één bronzen.
Nederland, vertegenwoordigd door een 21-koppige (veertien vrouwen, zeven mannen) selectie onder leiding van trainers Nico van Dam en Jo Schreurs, was goed voor tien finaleplaatsen en twaalf nationale records. Van de zeven mannen bereikte niemand de eindstrijd.

## Heren

### 100 m vrije slag
| rang   | sporter           | land | tijd     |
| ------ | ----------------- | ---- | -------- |
| Goud   | Mark Spitz        | USA  | WR 51,22 |
| Zilver | Jerry Heidenreich | USA  | 51,65    |
| Brons  | Vladimir Boere    | URS  | 51,77    |
| 4      | John Murphy       | USA  | 52,08    |
| 5      | Mike Wenden       | AUS  | 52,41    |
| 6      | Igor Grivennikov  | URS  | 52,44    |
| 7      | Michel Rousseau   | FRA  | 52,90    |
| 8      | Klaus Steinbach   | FRG  | 52,92    |

### 200 m vrije slag
| rang   | sporter         | land | tijd       |
| ------ | --------------- | ---- | ---------- |
| Goud   | Mark Spitz      | USA  | WR 1.52,78 |
| Zilver | Steve Genter    | USA  | 1.53,73    |
| Brons  | Werner Lampe    | FRG  | 1.53,99    |
| 4      | Mike Wenden     | AUS  | 1.54,40    |
| 5      | Fred Tyler      | USA  | 1.54.96    |
| 6      | Klaus Steinbach | FRG  | 1:56.65    |
| 7      | Vladimir Boere  | URS  | 1:57.24    |
| 8      | Ralph Hutton    | CAN  | 1.57,56    |

### 400 m vrije slag
| rang   | sporter         | land | tijd       |
| ------ | --------------- | ---- | ---------- |
| Goud   | Brad Cooper     | AUS  | OR 4.00,27 |
| Zilver | Steve Genter    | USA  | 4.01,94    |
| Brons  | Tom McBreen     | USA  | 4.02,64    |
| 4      | Graham Windeatt | AUS  | 4.02,93    |
| 5      | Brian Brinkley  | GBR  | 4.06,69    |
| 6      | Bengt Gingsjö   | SWE  | 4.06,75    |
| 7      | Werner Lampe    | FRG  | 4.06,97    |
| —      | Rick DeMont     | USA  | DQ         |

Rick DeMont, aanvankelijk winnaar in de tijd van 4.00,26, werd uit de uitslag genomen wegens doping gebruik.

### 1500 m vrije slag
| rang   | sporter          | land | tijd        |
| ------ | ---------------- | ---- | ----------- |
| Goud   | Mike Burton      | USA  | WR 15.52,58 |
| Zilver | Graham Windeatt  | AUS  | 15.58,48    |
| Brons  | Douglas Northway | USA  | 16.09,25    |
| 4      | Bengt Gingsjö    | SWE  | 16.16,01    |
| 5      | Graham White     | AUS  | 16.17,22    |
| 6      | Mark Treffors    | NZL  | 16.18,84    |
| 7      | Brad Cooper      | AUS  | 16.30,49    |
| 8      | Guillermo Garcia | MEX  | 16.36,03    |

### 100 m rugslag
| rang   | sporter          | land | tijd     |
| ------ | ---------------- | ---- | -------- |
| Goud   | Roland Matthes   | GDR  | OR 56,58 |
| Zilver | Mike Stamm       | USA  | 57,70    |
| Brons  | John Murphy      | USA  | 58,35    |
| 4      | Mitchell Ivey    | USA  | 58,48    |
| 5      | Igor Grivennikov | URS  | 59,50    |
| 6      | Lutz Wanja       | GDR  | 59,80    |
| 7      | Jurgen Krüger    | GDR  | 59,93    |
| 8      | Tadashi Honda    | JPN  | 1.00,41  |

### 200 m rugslag
| rang   | sporter           | land | tijd       |
| ------ | ----------------- | ---- | ---------- |
| Goud   | Roland Matthes    | GDR  | WR 2.02,82 |
| Zilver | Mike Stamm        | USA  | 2.04,09    |
| Brons  | Mitchell Ivey     | USA  | 2.04,33    |
| 4      | Brad Cooper       | AUS  | 2.06,59    |
| 5      | Tim McKee         | USA  | 2.07,29    |
| 6      | Lothar Noack      | GDR  | 2.08,67    |
| 7      | Zoltan Verraszto  | HUN  | 2.10,09    |
| 8      | Jean-Paul Berjeau | FRA  | 2.11,77    |

### 100 m schoolslag
| rang   | sporter          | land | tijd       |
| ------ | ---------------- | ---- | ---------- |
| Goud   | Nobutaka Taguchi | JPN  | WR 1.04,94 |
| Zilver | Tom Bruce        | USA  | 1.05,43    |
| Brons  | John Hencken     | USA  | 1.05,61    |
| 4      | Mark Chatfield   | USA  | 1.06,01    |
| 5      | Walter Kusch     | FRG  | 1.06,23    |
| 6      | José Fiolo       | BRA  | 1.06,24    |
| 7      | Nikolai Pankin   | URS  | 1.06,36    |
| 8      | David Wilkie     | GBR  | 1.06,52    |

### 200 m schoolslag
| rang   | sporter          | land | tijd       |
| ------ | ---------------- | ---- | ---------- |
| Goud   | John Hencken     | USA  | WR 2.21,55 |
| Zilver | David Wilkie     | GBR  | 2.23,67    |
| Brons  | Nobutaka Taguchi | JPN  | 2.23,88    |
| 4      | Rick Colella     | URS  | 2.24,28    |
| 5      | Felipe Muñoz     | MEX  | 2.26,44    |
| 6      | Walter Kusch     | FRG  | 2.26,55    |
| 7      | Igor Sjerdakov   | URS  | 2.27,15    |
| 8      | Klaus Katzur     | GDR  | 2.27,44    |

### 100 m vlinderslag
| rang   | sporter           | land | tijd     |
| ------ | ----------------- | ---- | -------- |
| Goud   | Mark Spitz        | USA  | WR 54,27 |
| Zilver | Bruce Robertson   | CAN  | 55,56    |
| Brons  | Jerry Heidenreich | USA  | 55,74    |
| 4      | Roland Matthes    | GDR  | 55,87    |
| 5      | David Edgar       | USA  | 56,11    |
| 6      | Byron MacDonald   | CAN  | 57,27    |
| 7      | Hartmut Flöckner  | GDR  | 57,40    |
| 8      | Neil Rogers       | AUS  | 57,90    |

### 200 m vlinderslag
| rang   | sporter               | land | tijd       |
| ------ | --------------------- | ---- | ---------- |
| Goud   | Mark Spitz            | USA  | WR 2.00,70 |
| Zilver | Gary Hall             | USA  | 2.02,86    |
| Brons  | Robin Backhaus        | USA  | 2.03,23    |
| 4      | Jorgé Delgado         | ECU  | 2.04,60    |
| 5      | Hans-Joachim Faßnacht | FRG  | 2.04,69    |
| 5      | András Hargitay       | HUN  | 2.04,69    |
| 7      | Hartmut Flöckner      | GDR  | 2.05,34    |
| 8      | Folkert Meeuw         | FRG  | 2.05,57    |

### 200 m wisselslag
| rang   | sporter           | land | tijd       |
| ------ | ----------------- | ---- | ---------- |
| Goud   | Gunnar Larsson    | SWE  | WR 2.07,17 |
| Zilver | Tim McKee         | USA  | 2.08,37    |
| Brons  | Steve Furniss     | USA  | 2.08,45    |
| 4      | Gary Hall         | USA  | 2.08,49    |
| 5      | András Hargitay   | HUN  | 2.09,66    |
| 6      | Michail Soecharev | URS  | 2.11,78    |
| 7      | Juan Bello        | PER  | 2.11,87    |
| 8      | Hans Ljungberg    | SWE  | 2.13,56    |

### 400 m wisselslag
| rang   | sporter          | land | tijd        |
| ------ | ---------------- | ---- | ----------- |
| Goud   | Gunnar Larsson   | SWE  | OR 4.31,981 |
| Zilver | Tim McKee        | USA  | 4.31,983    |
| Brons  | András Hargitay  | HUN  | 4.32,70     |
| 4      | Steve Furniss    | USA  | 4.35,44     |
| 5      | Gary Hall        | USA  | 4.37,38     |
| 6      | Bengt Gingsjö    | SWE  | 4.37,96     |
| 7      | Graham Windeatt  | AUS  | 4.40,39     |
| 8      | Wolfram Sperling | GDR  | 4.40,66     |

### 4x100 m vrije slag
| rang   | sporters | land | tijd                    | totale tijd |
| ------ | --- | ---- | ----------------------- | ----------- |
| Goud   | David Edgar John Murphy Jerry Heidenreich Mark Spitz Dave Fairbank Gary Conelly                                      | USA  | 52,69 52,04 50,78 50,90 | WR 3.26,42  |
| Zilver | Vladimir Boere Viktor Mazanov Viktor Aboimov Igor Grivennikov Georgi Koelikov                                        | URS  | 52,26 53,13 52,75 51,57 | 3.29,72     |
| Brons  | Roland Matthes Wilfried Hartung Peter Bruch Lutz Unger Udo Poser                                                     | GDR  | 52,89 53,31 53,20 53,01 | 3.32,42     |
| 4      | Ruy Aquino Oliveira Paulo Zanetti Paulo Becskehazy José Diaz-Aranha                                                  | BRA  | 53,62 53,61 53,73 52,17 | 3.33,14     |
| 5      | Bruce Robertson Brian Phillips Timothy Bach Robert Kasting                                                           | CAN  | 53,52 52,56 54,41 52,70 | 3.33,20     |
| 6      | Klaus Steinbach Werner Lampe Rainer Jacob Hans-Joachim Faßnacht Gerhard Schiller Hans-Günther Vosseler Kersten Meier | FRG  | 53,45 52,81 53,81 53,82 | 3.33,90     |
| 7      | Gilles Vigné Alain Mosconi Alain Hermitte Michel Rousseau                                                            | FRA  | 54,47 54,57 53,41 51,66 | 3.34,13     |
| 8      | Jorge Comas Antonio Culebras Enrique Mélo José Pujol                                                                 | ESP  | 54,32 55,02 54,77 54,09 | 3.38,21     |

### 4x200 m vrije slag
| rang   | sporters                                                                                                | land | tijd                            | totale tijd |
| ------ | --- | ---- | ------------------------------- | ----------- |
| Goud   | John Kinsella Fred Tyler Steve Genter Mark Spitz Gary Conelly Tom McBreen Mike Burton                   | USA  | 1.54,49 1.54,32 1.52,72 1.54,24 | WR 7.35,78  |
| Zilver | Klaus Steinbach Werner Lampe Hans-Günther Vosseler Hans-Joachim Faßnacht Gerhard Schiller Folkert Meeuw | FRG  | 1.54,62 1.53,49 1.57,45 1.56,11 | 7.41,69     |
| Brons  | Igor Grivennikov Viktor Mazanov Georgi Koelikov Vladimir Boere Viktor Aboimov Aleksandr Samsonov        | URS  | 1.56,24 1.57,28 1.56,92 1.55,30 | 7.45,76     |
| 4      | Bengt Gingslö Hans Ljungberg Anders Bellbring Gunnar Larsson                                            | SWE  | 1.56,88 1.59,18 1.57,45 1.53,84 | 7.47,37     |
| 5      | Mike Wenden Graham Windeatt Robert Nay Brad Cooper Bruce Featherstone Graham White                      | AUS  | 1.56,41 1.57,03 1.57,68 1.57,54 | 7.48,66     |
| 6      | Wilfried Hartung Peter Bruch Udo Poser Lutz Unger Roger Pyttel                                          | GDR  | 1.56,76 1.58,88 1.56,84 1.56,61 | 7.49,11     |
| 7      | Bruce Robertson Brian Phillips Ian MacKenzie Ralph Hutton Dean Buckboro                                 | CAN  | 1.57,55 2.00,46 1.57,42 1.58,17 | 7.53,61     |
| 8      | Brian Brinkley John Mills Michael Bailey Colin Cunningham                                               | GBR  | 1.56,75 1.58,91 1.59,61 2.00,30 | 7.55,59     |

### 4x100 m wisselslag
| rang   | sporters                                                                                             | land | tijd                        | totale tijd |
| ------ | --- | ---- | --------------------------- | ----------- |
| Goud   | Mike Stamm Tom Bruce Mark Spitz Jerry Heidenreich Mitchell Ivey John Hencken Gary Hall Dave Fairbank | USA  | 57,97 1.04,22 54,28 51,67   | WR 3.48,16  |
| Zilver | Roland Matthes Klaus Katzur Hartmut Flöckner Lutz Unger                                              | GDR  | 56,30 1.06,02 56,36 53,43   | 3.52,12     |
| Brons  | Eric Fish William Mahony Bruce Robertson Robert Kasting William Kennedy                              | CAN  | 59,61 1.05,89 54,48 52,28   | 3.52,26     |
| 4      | Igor Grivennikov Nikolai Pankin Viktor Sharygin Vladimir Boere Viktor Stoelikov Viktor Aboimov       | URS  | 59,22 1.05,20 57,44 51,38   | 3.53,26     |
| 5      | Romulo Duncan Arantes José Fiolo Sergio Waismann José Diaz-Aranha                                    | BRA  | 1.01,87 1.05,92 57,99 52,09 | 3.57,89     |
| 6      | Tadashi Honda Nobutaka Taguchi Yasuhiro Komazaki Jiro Sasaki                                         | HUN  | 59,83 1.04,33 58,10 55,96   | 3.58,23     |
| 7      | Colin Cunningham David Wilkie John Mills Malcolm Windeatt                                            | GBR  | 1.01,02 1.06,27 57,53 53,98 | 3.58,82     |
| 8      | László Cseh Sándor Szabó István Szentirmay Attila Császari András Hargitay                           | HUN  | 1.00,54 1.06,99 58,02 53,50 | 3.59,07     |

## Dames

### 100 m vrije slag
| rang   | sporter            | land | tijd     |
| ------ | ------------------ | ---- | -------- |
| Goud   | Sandra Neilson     | USA  | OR 58,59 |
| Zilver | Shirley Babashoff  | USA  | 59,02    |
| Brons  | Shane Gould        | AUS  | 59,06    |
| 4      | Gabriele Wetzko    | GDR  | 59,21    |
| 5      | Heidemarie Reineck | FRG  | 59,73    |
| 6      | Andrea Eife        | GDR  | 59,91    |
| 7      | Magdolna Patóh     | HUN  | 1.00,02  |
| 8      | Enith Brigitha     | NED  | 1.00,09  |

### 200 m vrije slag
| rang   | sporter           | land | tijd       |
| ------ | ----------------- | ---- | ---------- |
| Goud   | Shane Gould       | AUS  | WR 2.03,56 |
| Zilver | Shirley Babashoff | USA  | 2.04,33    |
| Brons  | Keena Rothhammer  | USA  | 2.04,92    |
| 4      | Ann Marshall      | USA  | 2.05,45    |
| 5      | Andrea Eife       | GDR  | 2.06,27    |
| 6      | Hansje Bunschoten | NED  | 2.08,40    |
| 7      | Anke Rijnders     | NED  | 2.09,41    |
| 8      | Karin Tülling     | GDR  | 2.11,70    |

### 400 m vrije slag
| rang   | sporter            | land | tijd       |
| ------ | ------------------ | ---- | ---------- |
| Goud   | Shane Gould        | AUS  | WR 4.19,04 |
| Zilver | Novella Calligaris | ITA  | 4.22,44    |
| Brons  | Gudrun Wegner      | GDR  | 4.23,11    |
| 4      | Shirley Babashoff  | USA  | 4.23,59    |
| 5      | Jenny Wylie        | USA  | 4.24,07    |
| 6      | Keena Rothhammer   | USA  | 4.24,22    |
| 7      | Hansje Bunschoten  | NED  | 4.29,70    |
| 8      | Anke Rijnders      | NED  | 4.31,51    |

### 800 m vrije slag
| rang   | sporter            | land | tijd       |
| ------ | ------------------ | ---- | ---------- |
| Goud   | Keena Rothhammer   | USA  | WR 8.53,68 |
| Zilver | Shane Gould        | AUS  | 8.56,39    |
| Brons  | Novella Calligaris | ITA  | 8.57,46    |
| 4      | Ann Simmons        | USA  | 8.57,62    |
| 5      | Gudrun Wegner      | GDR  | 8.58,89    |
| 6      | Jo Harshbarger     | USA  | 9.01,21    |
| 7      | Hansje Bunschoten  | NED  | 9.16,69    |
| 8      | Narelle Moras      | AUS  | 9.19,06    |

### 100 m rugslag
| rang   | sporter          | land | tijd       |
| ------ | ---------------- | ---- | ---------- |
| Goud   | Melissa Belote   | USA  | OR 1.05,78 |
| Zilver | Andrea Gyarmati  | CAN  | 1.06,26    |
| Brons  | Susan Atwood     | USA  | 1.06,34    |
| 4      | Karen Moe        | USA  | 1.06,69    |
| 5      | Wendy Cook       | CAN  | 1.06,70    |
| 6      | Enith Brigitha   | NED  | 1.06,82    |
| 7      | Christine Herbst | GDR  | 1.07,27    |
| 8      | Silke Pielen     | FRG  | 1.07,36    |

### 200 m rugslag
| rang   | sporter          | land | tijd       |
| ------ | ---------------- | ---- | ---------- |
| Goud   | Melissa Belote   | USA  | WR 2.19,39 |
| Zilver | Susan Atwood     | USA  | 2.20,38    |
| Brons  | Donna-Marie Gurr | CAN  | 2.23,22    |
| 4      | Annegret Kober   | FRG  | 2.23,35    |
| 5      | Christine Herbst | GDR  | 2.23,44    |
| 6      | Enith Brigitha   | NED  | 2.23,70    |
| 7      | Deborah Palmer   | AUS  | 2.24,65    |
| 8      | Leslie Cliff     | CAN  | 2.25,80    |

### 100 m schoolslag
| rang   | sporter              | land | tijd       |
| ------ | -------------------- | ---- | ---------- |
| Goud   | Cathy Carr           | USA  | WR 1.13,58 |
| Zilver | Galina Stepanova     | URS  | 1.14,99    |
| Brons  | Beverley Whitfield   | AUS  | 1.15,73    |
| 4      | Ágnes Kiss-Kaczander | HUN  | 1.16,26    |
| 5      | Judy Melick          | USA  | 1.16,34    |
| 6      | Verena Eberle        | FRG  | 1.17,16    |
| 7      | Britt-Marie Smedh    | SWE  | 1.17,19    |
| 8      | Dorothy Harrison     | GBR  | 1.17,49    |

### 200 m schoolslag
| rang   | sporter              | land | tijd       |
| ------ | -------------------- | ---- | ---------- |
| Goud   | Beverley Whitfield   | AUS  | OR 2.41,71 |
| Zilver | Dana Schoenfield     | USA  | 2.42,05    |
| Brons  | Galina Stepanova     | URS  | 2.42,36    |
| 4      | Claudia Clevenger    | USA  | 2.42,88    |
| 5      | Petra Nows           | FRG  | 2.43,38    |
| 6      | Ágnes Kiss-Kaczander | HUN  | 2.43,41    |
| 7      | Ljoedmila Poroebaiko | URS  | 2.44,48    |
| 8      | Éva Kiss             | HUN  | 2.45,12    |

### 100 m vlinderslag
| rang   | sporter         | land | tijd       |
| ------ | --------------- | ---- | ---------- |
| Goud   | Mayumi Aoki     | JPN  | WR 1.03,34 |
| Zilver | Roswitha Beier  | GDR  | 1.03,61    |
| Brons  | Andrea Gyarmati | HUN  | 1.03,73    |
| 4      | Deena Deardruff | USA  | 1.03,95    |
| 5      | Dana Shrader    | USA  | 1.03,98    |
| 6      | Ellie Daniel    | USA  | 1.04,08    |
| 7      | Gudrun Beckmann | FRG  | 1.04,15    |
| 8      | Noriko Asano    | JPN  | 1.04,25    |

### 200 m vlinderslag
| rang   | sporter          | land | tijd       |
| ------ | ---------------- | ---- | ---------- |
| Goud   | Karen Moe        | USA  | WR 2.15,57 |
| Zilver | Lynn Colella     | USA  | 2.16,34    |
| Brons  | Ellie Daniel     | USA  | 2.16,74    |
| 4      | Rosemarie Kother | GDR  | 2.17,11    |
| 5      | Noriko Asano     | JPN  | 2.19,50    |
| 6      | Helga Lindner    | GDR  | 2.20,47    |
| 7      | Gail Neall       | AUS  | 2.21,88    |
| 8      | Mayumi Aoki      | JPN  | 2.22,84    |

### 200 m wisselslag
| rang   | sporter           | land | tijd       |
| ------ | ----------------- | ---- | ---------- |
| Goud   | Shane Gould       | AUS  | WR 2.23,07 |
| Zilver | Kornelia Ender    | GDR  | 2.23,59    |
| Brons  | Lynn Vidali       | USA  | 2.24,06    |
| 4      | Jenny Bartz       | USA  | 2.24,55    |
| 5      | Leslie Cliff      | CAN  | 2.24,83    |
| 6      | Evelyn Stolze     | GDR  | 2.25,90    |
| 7      | Yoshimi Nishigawa | JPN  | 2.26,35    |
| 8      | Carolyn Woods     | AUS  | 2.27,42    |

### 400 m wisselslag
| rang   | sporter            | land | tijd       |
| ------ | ------------------ | ---- | ---------- |
| Goud   | Gail Neall         | AUS  | WR 5.02,97 |
| Zilver | Leslie Cliff       | CAN  | 5.03,57    |
| Brons  | Novella Calligaris | ITA  | 5.03,99    |
| 4      | Jenny Bartz        | USA  | 5.05,56    |
| 5      | Evelyn Stolze      | GDR  | 5.06,80    |
| 6      | Mary Montgomery    | USA  | 5.09,98    |
| 7      | Lynn Vidali        | USA  | 5.13,06    |
| 8      | Nina Petrova       | URS  | 5.15,68    |

### 4x100 m vrije slag
| rang   | sporters                                                                                        | land | tijd                            | totale tijd |
| ------ | ----------------------------------------------------------------------------------------------- | ---- | ------------------------------- | ----------- |
| Goud   | Sandra Neilson Jenny Kemp Jane Barkman Shirley Babashoff Kim Peyton Lynn Skrifvars Ann Marshall | USA  | 58,98 58,99 59,03 58,18         | WR 3.55,19  |
| Zilver | Gabriele Wetzko Andrea Eife Elke Sehmisch Kornelia Ender Sylvia Eichner                         | GDR  | 59,23 58,96 59,08 58,27         | 3.55,55     |
| Brons  | Jutta Weber Heidemarie Reineck Gudrun Beckmann Angela Steinbach                                 | FRG  | 59,84 59,02 59,99 59,07         | 3.57,93     |
| 4      | Andrea Gyarmati Judit Turóczy Edit Kovács Magdolna Patóh                                        | HUN  | 59,32 1.00,88 1.01,12 59,06     | 4.00,39     |
| 5      | Enith Brigitha Anke Rijnders Hansje Bunschoten Josien Elzerman                                  | NED  | 59,46 1.00,85 59,93 1.01,24     | 4.01,49     |
| 6      | Anita Zarnowiecki Eva Andersson Diana Olsson Irvi Johansson                                     | SWE  | 1.01,16 1.00,25 1.00,30 1.00,97 | 4.02,69     |
| 7      | Wendy Cook Judy Wright Mary-Beth Rondeau Leslie Cliff                                           | CAN  | 1.00,98 1.01,06 1.01,37 1.00,41 | 4.03,83     |
| 8      | Deborah Palmer Leanne Francis Sharon Booth Shane Gould Debra Cain                               | AUS  | 1.02,02 1.01,09 1.00,70 1.01,00 | 4.04,82     |

### 4x100 m wisselslag
| rang   | sporters | land | tijd                            | totale tijd |
| ------ | --- | ---- | ------------------------------- | ----------- |
| Goud   | Melissa Belote Cathy Carr Deena Deardurff Sandra Neilson Susan Atwood Judy Melick Dana Shrader Shirley Babashoff | USA  | 1.06,24 1.13,99 1.02,61 57,90   | WR 4.20,75  |
| Zilver | Christine Herbst Renate Vogel Roswitha Beier Kornelia Ender Gabriele Wetzko                                      | GDR  | 1.06,89 1.16,58 1.03,34 58,09   | 4.24,91     |
| Brons  | Silke Pielen Verena Eberle Gudrun Beckmann Heidemarie Reineck Annegret Kober Edeltraud Koch Jutta Weber          | FRG  | 1.08,27 1.15,47 1.03,64 59,05   | 4.26,46     |
| 4      | Tinatin Lekveisjvili Galina Stepanova Irina Oestimenko Tatjana Zolotnizkaja                                      | URS  | 1.07,09 1.14,46 1.06,19 1.00,05 | 4.27,81     |
| 5      | Enith Brigitha Alie te Riet Anke Rijnders Hansje Bunschoten Frieke Buys                                          | NED  | 1.06,35 1.18,17 1.05,77 59,68   | 4.29,99     |
| 6      | Suzuko Matsumura Yoko Yamamoto Mayumi Aoki Yoshimi Nishigawa                                                     | JPN  | 1.08,60 1.18,72 1.02,47 1.00,39 | 4.30,18     |
| 7      | Wendy Cook Sylvia Dockerill Marylin Corson Leslie Cliff                                                          | CAN  | 1.07,06 1.18,41 1.05,02 1.01,07 | 4.31,56     |
| 8      | Diana Olsson Britt-Marie Smedh Eva Wikner Anita Zarnowiecki                                                      | SWE  | 1.09,50 1.16,89 1.06,35 59,85   | 4.32,61     |

## Medaillespiegel
| Plaats | Land                     | NOC    | Goud | Zilver | Brons | Totaal |
| ------ | ------------------------ | ------ | ---- | ------ | ----- | ------ |
| 1      | Verenigde Staten         | USA    | 17   | 14     | 12    | 43     |
| 2      | Australië                | AUS    | 6    | 2      | 2     | 10     |
| 3      | DDR                      | GDR    | 2    | 5      | 2     | 9      |
| 4      | Japan                    | JPN    | 2    | 0      | 1     | 3      |
| 5      | Zweden                   | SWE    | 2    | 0      | 0     | 2      |
| 6      | Sovjet-Unie              | URS    | 0    | 2      | 3     | 5      |
| 7      | Canada                   | CAN    | 0    | 2      | 2     | 4      |
| 8      | Bondsrepubliek Duitsland | FRG    | 0    | 1      | 3     | 4      |
| 9      | Hongarije                | HUN    | 0    | 1      | 2     | 3      |
| 9      | Italië                   | ITA    | 0    | 1      | 2     | 3      |
| 11     | Groot-Brittannië         | GBR    | 0    | 1      | 0     | 1      |
| Totaal | Totaal                   | Totaal | 29   | 29     | 29    | 87     |

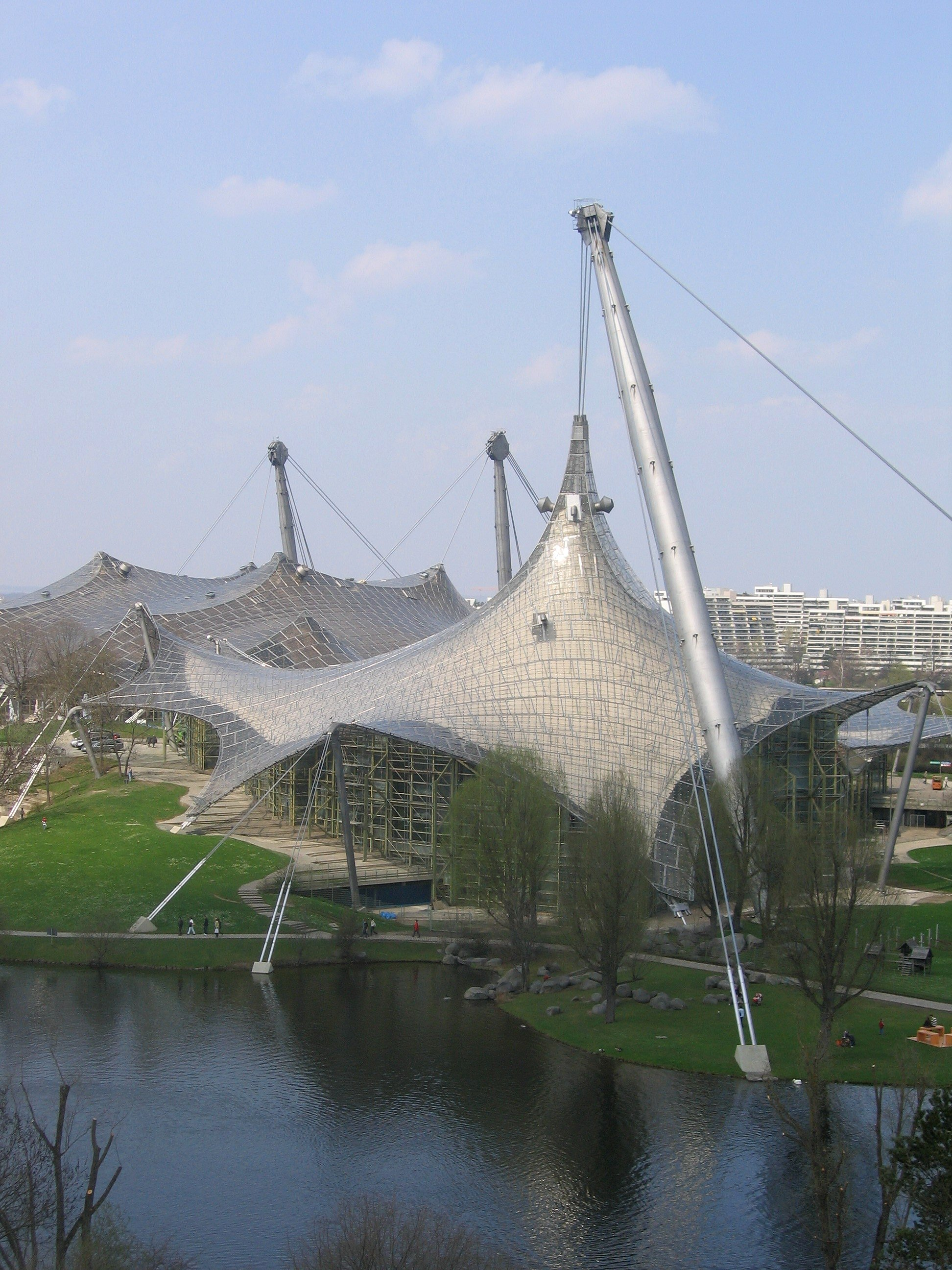
Zwemzaal in München
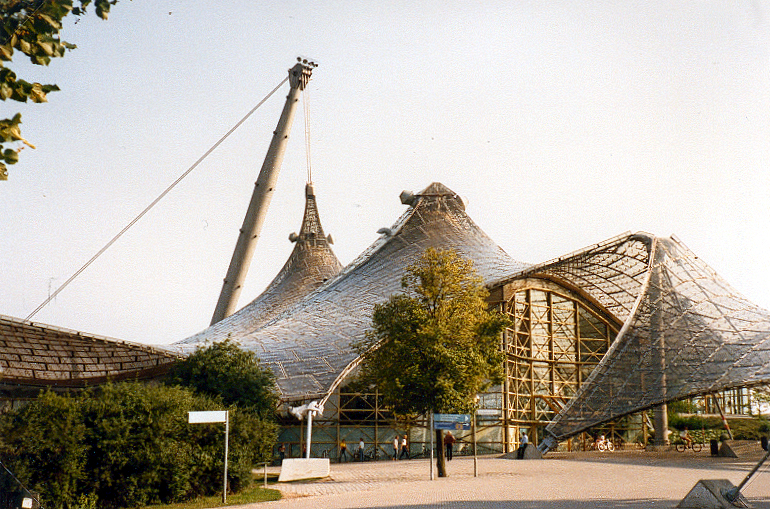
Zwemzaal in München

Athene 1896 · 
Parijs 1900 · 
St. Louis 1904 · 
Londen 1908 · 
Stockholm 1912 · 
Antwerpen 1920 · 
Parijs 1924 · 
Amsterdam 1928 · 
Los Angeles 1932 · 
Berlijn 1936 · 
Londen 1948 · 
Helsinki 1952 · 
Melbourne 1956 · 
Rome 1960 · 
Tokio 1964 · 
Mexico-stad 1968 · 
München 1972 · 
Montréal 1976 · 
Moskou 1980 · 
Los Angeles 1984 · 
Seoel 1988 · 
Barcelona 1992 · 
Atlanta 1996 · 
Sydney 2000 · 
Athene 2004 · 
Peking 2008 · 
Londen 2012 · 
Rio de Janeiro 2016 ·
Tokio 2020 ·
Parijs 2024 ·
Los Angeles 2028 
Medaillewinnaars · Olympische records
Atletiek · Badminton (demonstratie) · Basketbal · Boksen · Boogschieten · Gewichtheffen · Handbal · Hockey · Judo · Kanovaren · Moderne vijfkamp · Paardensport · Roeien · Schermen · Schietsport · Schoonspringen · Turnen · Voetbal · Volleybal · Waterpolo · Waterskiën (demonstratie) · Wielersport · Worstelen · Zeilen · Zwemmen